# 엔젤 비트
《엔젤 비트》(Angel Beats!, エンジェルビーツ! 엔제루비쓰![*])는 P.A.WORKS가 애니메이션을 제작한 일본의 오리지널 텔레비전 애니메이션이다. 약칭은 'AB!'. 게임 제작회사인 Visual Art's/Key의 시나리오 라이터 겸 작사, 작곡가인 마에다 쥰과 원화가인 Na-Ga를 주축으로 하여 2010년 4월부터 주부닛폰 방송(CBC), 도쿄 방송(TBS)을 중심으로 방영을 시작하였다.

## 개요
Visual Art's/Key에서 7번째 게임 작품인 리라이트의 제작이 한창이던 2009년 4월 26일에 돌연 엔젤 비트의 제작을 발표하였다. 여기에 리틀 버스터즈! 엑스터시를 끝으로 더 이상 시나리오 라이터로 활동하지 않겠다던 마에다 쥰이 1년 만에 다시 시나리오 라이터로 참여하였고, 리틀 버스터즈!의 대부분의 캐릭터의 원화를 담당했던 Na-Ga가 원화가로 참여하였다. 당초에는 게임으로 제작할 것으로 알려졌으나, '전격 G`s 매거진'에서 TV 애니메이션으로 제작한다는 것이 공식적으로 발표되었다. 애니메이션의 제작은 트루 티어즈 등을 제작해온 P.A.WORKS에서 담당하였다. 한편 2009년 5월 1일부터는 마에다 쥰에 의해 개발 일기 블로그의 연재가 시작되었다.

## 스토리
이 작품의 테마는 《인생》으로, 주된 무대는 사후의 세계이다. 주인공인 오토나시는 [지하철] 사고를 당해 죽게 된 후 사후 세계에 있는 학교에서 기억을 잃어버린 채 신에게 맞서는 소녀 유리와 마주치게 된다. 유리 일행의 적, 신의 사자라고 하는 천사도 소녀의 모습을 하고 있다.
갑작스런 환경의 변화에 당황하는 오토나시. 과연 그는 이 전쟁 속에서 어떠한 길로 나아갈 것인가. 소년, 소녀들의 운명으로 향하는 이야기가 지금 시작된다.
결말
해피 엔딩(13화)
멤버를 성불시킨 후 남은 오토나시, 카나데, 유리, 히데키, 아야토는 카나데가 하고 싶어하던 졸업식을 마친 뒤 아야토, 유리, 히데키의 순서대로 성불한다.
오토나시와 카나데 둘이 남은 가운데 둘은 밖으로 나온다. 오토나시는 카나데와 같이 남아 사후 세계에 온 사람들의 성불을 돕자고 제안하나 카나데는 이를 거절하고 자신이 오토나시의 심장을 이식받은 사람이란 것을 밝힌 뒤, 고맙다는 인사를 전하고 성불한다. 이어 오토나시는 통곡을 하게 된다.
(후에 환생한 카나데하고 환생한 오토나시는 만나게 되는데 초면은 몰랐으나 후에 카나데가 흥얼거리는 곡을 듣고 알아차려 붙잡음으로써 결말이 난다.)

추가작(13.5화, 13화에서 오토나시가 남게되면서 일어나는 엔딩)
나머지 SSS멤버를 전원 성불시킨 후, 오토나시는 사후 세계에 남아 카나데가 언젠간 사후세계에 온다는 믿음으로 다른 이들의 성불을 돕는다.
(오토나시가 학생회실에 앉아 있는 장면, 왼쪽 화이트 보드를 자세히 보면 SSS단 멤버나 카나데의 사진들이 붙어 있는 것을 볼 수 있다.)
이 편 덕분에 오토나시=엔젤 플레이어 개발자 설이 생겼었다.
또다른 엔딩[번외편](14화, 7화와 8화 사이에서 이루어지는 엔딩 )
어느 날, 유리는 대천사용 작전 본부에서 '오퍼레이션 하이텐션 신드롬'을 선포한다. 신에게로 향하는 길을 찾지 못하면 7일간 단식!(단, 유리는 제외)
다음날, SSS멤버 전원은 하이텐션으로 활동하기 시작한다. 면학부터 청소, 운동회까지 단식을 면하기 위해 하이텐션을 유지한다.
그러나 카나데가 향한 곳은 원예부, 결국 7일간 단식을 하게 된다.
7일 후 유리를 제외한 멤버 전원이 빈사 상태에 이르러 전멸하고 만다.
- 이것은 엔딩이라기보다는 번외편이라고 보는 것이 옳으며, 애초에 사후 세계라서 굶어 죽어도 다시 살아난다.

(멤버 전원 굶겨죽여놓고 혼자 웃으면서 딱히 죽는것도 아니니까 라고 하는 유릿페의 악마같은 면을 볼 수 있다.)
또다른 엔딩 2 [번외편2]
갑자기 나오게 된 번외편으로 밴드 이름의 유래가 나온다,

## 용어 설명
사후 세계 (死んだ世界)
이 작품의 기본 배경으로, 말 그대로 죽은 뒤에 찾는 세계이다. 자신이 죽기 전까지 느꼈던 일들을 모두 잊을만큼 강한 만족을 느끼면 이 세계에서 소멸한다.
사후 세계 전선 (死んだ世界戦線, 클래스 SSS)
'사후 세계 전선'이란 불합리한 인생을 준 신에 반항하여, 유리를 리더로 하여 생겨난 조직이다. 전선의 일행은 학교의 제복과는 다른 제복을 착용하며, 어깨에는 'rebels against the god'라고 새겨진 천이 붙어 있다. 이를 직역하면 '신에게의 반역자'라는 뜻이 된다. 유리의 변덕때문에 계속 명칭이 바뀌기도 한다. 본부(교장실)로 들어가기 위한 암호는 '신도 부처도 천사도 없음(カミモホトケモテンシモナシ)'. 암호를 말하지 않으면 노다가 설치한 트랩이 작동한다.
길드 (Guild)
학교 지하 시설에 존재하는 군수공장. 천사와 싸우기 위한 무기를 생산하는 곳으로, 상당한 규모를 지니고 있다. 길드로 가기 위해선 수많은 트랩이 설치되어 있는 길을 지나와야 한다. 현재는 올드 길드가 있던 장소로 옮겨졌다.
걸스 데드 몬스터 (Girls Dead Monster)
사후 세계 전선의 양동 부대. 4인조 밴드로 구성되어 있다. 줄여서 '걸데모' 라고도 부른다.
매머드 스쿨
작품의 기본적인 배경이 되는 장소 중 하나로, 오토나시가 맨 처음 떨어져서 유리와 만나게 된 장소이기도 하다. 사후 세계 전선의 주요 전투지로 2000명 가량의 학생이 다니는 전원 기숙생 학교이다.
NPC
유리가 오토나시에게 예를 들며 설명한 개념으로, 사후 세계에 존재하는 인간은 클래스 SSS의 멤버를 제외하면 모두 제거당한다. 이 NPC들은 인간의 모습을 하고 있으며, 각각 자아도 있는 듯하다. 사후 세계에 온 인간들을 어떤 방법으로든 현실에서 만족하게 만들어 성불하게 하는 역할을 한다.

#### 작전명
토네이도 작전
걸스 데드 몬스터와의 양동 작전. 밴드 연주로 시선을 모은 뒤 여러개의 대형 선풍기를 이용해 학생들의 식권을 갈취하는 작전(한다기 보다는 NPC의 눈길끌어서 몰래 식권을 갈취한다.)
몬스터 스트림 작전
토네이도 작전을 시행할 수 없을 때 사용하는 작전. 강가에서 낚시를 해 식료품을 조달하는 작전.그리고 그 강의 주인인 몬스터 스트림이라는 거대한 물고기가 있어서 이런 작전 이름으로 붙이게 된 것이다.
길드 강하 작전
병기 조달을 위해 지하에 있는 길드로 내려가는 작전. 가는 길엔 수많은 트랩이 설치되어 있다.
천사 에어리어 침입 작전
천사의 영역(=천사의 기숙사 방)을 침입하여 정보를 캐내는 작전
하이텐션 신드롬 작전
12시간동안 하이텐션으로 행동하여 천사(카나데)가 당황하게 만들어 그녀가 신에게 가기를 기다리는 작전. 실패시 전선 멤버 전원 단식이 예정되어있다.

## 스태프
- 원작·각본: 마에다 쥰
- 캐릭터 원안 - Na-Ga
- 감독 - 키시 세이지
- 캐릭터 디자인·총작화 감독 - 히라타 카츠조
- 프롭 디자인 - 이와하타 고이치, 시마무라 히데야스, 오가와 미츠코, 모리키 야스히로
- 치프 애니메이터 - 미야시타 유지, 카와츠라 코스케
- 이미지 보드 - 마츠모토 타케히코
- 미술 감독 - 히가시지 카즈키
- 색채 설계 - 이노우에 카즈에
- 특수 효과 - 무라카미 마사히로
- 촬영 감독 - 사토 카츠후미
- 3D 감독 - 야마자키 요시오
- 편집 - 타카하시 아유무
- 음향 감독 - 이이다 사토키
- 음향 효과 - 오쿠다 이키
- 음악 - ANANT-GARDE EYES, 마에다 준
- 음악 제작 - 비주얼 아츠, 1st PLACE
- 프로듀서 - 토바 요스케, 호리카와 켄지, 마루야마 히로오
- 라인 프로듀서 - 츠지 미츠히토
- 애니메이션 제작 - P.A.WORKS
- 제작 - Angel Beats! Project(애니플렉스, 아스키 미디어 웍스, 비주얼 아츠, P.A.WORKS, 무빅, 덴쓰, 마이니치 방송) 주부닛폰 방송

## 주제가
오프닝 테마
My Soul, Your Beats! (1~3화, 5화~)
작사·작곡 : 마에다 쥰, 편곡 : ANANT-GARDE EYES, 노래 : 리아
My Soul, Your Beats! (4화)
작사·작곡 : 마에다 쥰, 편곡 : 히카리슈요, 노래 : 유이 (리사)
엔딩 테마
Brave Song (1화~9화, 11화~12화)
작사·작곡 : 마에다 쥰, 편곡 : ANANT-GARDE EYES, 노래 : 타다 아오이
一番の宝物 (Yui Ver.) (10화)
작사·작곡 : 마에다 쥰, 편곡 : 히카리슈요, 노래 : 유이 (리사)
一番の宝物 (Original Ver.) (13화)
작사·작곡 : 마에다 쥰, 편곡 : 히카리슈요, 노래 : 카루타
삽입곡
Crow Song (1화)
작사·작곡 : 마에다 쥰, 편곡 : 히카리슈요, 노래 : 걸스 데드 몬스터 (마리나)
Alchemy (3화)
작사·작곡 : 마에다 쥰, 편곡 : 히카리슈요, 노래 : 걸스 데드 몬스터 (마리나)
My Song (3화)
작사·작곡 : 마에다 쥰, 편곡 : 히카리슈요, 노래 : 걸스 데드 몬스터 (마리나)
Highest life (4화)
작사·작곡 : 마에다 쥰, 편곡 : 히카리슈요, 노래 : 걸스 데드 몬스터 (리사)
Thousand Enimies (5화)
작사·작곡 : 마에다 쥰, 편곡 : 히카리슈요, 노래 : 걸스 데드 몬스터 (리사)
Shine Days (10화)
작사·작곡 : 마에다 쥰, 편곡 : 히카리슈요, 노래 : 걸스 데드 몬스터 (리사)
一番の宝物(Yui ver.) (최고의 보물(Yui ver.)) (10화)
작사·작곡 : 마에다 쥰, 편곡 : 히카리슈요, 노래 : 유이 (리사)
크레딧에 삽입곡으로 쓰였지만 10화 엔딩으로 사용되었다.
一番の宝物(Original Version) (최고의 보물(Original Version)) (13화)
작사·작곡 : 마에다 쥰, 편곡 : ANANT-GARDE EYES, 노래 : karuta
크레딧에 삽입곡으로 쓰였지만 13화 엔딩으로 사용되었다. 기사는 10화에서 사용된 Yui ver.와 다르다.

## 방영 목록
| 화수                        | 부제 (원제/풀이)          | 부제 (원제/풀이)      | 각본      | 그림 콘티         | 연출                              | 작화감독                                      |
| --------------------------- | ------------------------- | --------------------- | --------- | ----------------- | --------------------------------- | --------------------------------------------- |
| EPISODE.01                  | Departure                 | 출발                  | 마에다 쥰 | 키시 세이지       | 키시 세이지                       | 히라타 카츠조                                 |
| EPISODE.02                  | Guild                     | 길드                  | 마에다 쥰 | 히라이 요시미치   | 히라이 요시미치                   | 카와모 코우스케                               |
| EPISODE.03                  | My Song                   | 나의 노래             | 마에다 쥰 | 아오키 에이       | 안자이 타케후미                   | 카이야 토시히사 이와오카 유우코               |
| EPISODE.04                  | Day Game                  | 주간 경기             | 마에다 쥰 | 코야마 토모타카   | 하시모토 히로유키                 | 미야시타 유우지                               |
| EPISODE.05                  | Favorite Flavor           | 좋아하는 맛           | 마에다 쥰 | 아사이 요시유키   | 히라이 요시미치                   | 카와모 코우스케 주현우 허기동                 |
| EPISODE.06                  | Family Affair             | 집안 문제             | 마에다 쥰 | 히라마츠 사다후미 | 허종                              | 히라마츠 사다후미                             |
| EPISODE.07                  | Alive                     | 살아있다              | 마에다 쥰 | 안사이 츠요후미   | 안사이 츠요후미                   | 이와오카 유우코 마츠모토 타케히코             |
| EPISODE.08                  | Dancer in the Dark        | 어둠 속의 춤꾼        | 마에다 쥰 | 하시모토 히로유키 | 하시모토 히로유키                 | 미야시타 유우지                               |
| EPISODE.09                  | In Your Memory            | 당신의 기억 속에서    | 마에다 쥰 | 아오키 에이       | 카키모토 코다이                   | 세키구치 카나미                               |
| EPISODE.10                  | Goodbye Days              | 나날들이여 안녕히     | 마에다 쥰 | 마사키 신이치     | 안사이 츠요후미 타카하시 마사노리 | 이시이 유리코 카와모 코우스케 스즈키 미사키   |
| EPISODE.11                  | Change the world          | 세상을 바꾸다         | 마에다 쥰 | 허종              | 허종                              | 김기남 허기동 카와모 코우스케                 |
| EPISODE.12                  | Knockin` on heaven`s door | 천국의 문을 두드리다. | 마에다 쥰 | 오구라 노부토시   | 히라이 요시미치                   | 히라타 카츠조 쿠라가와 에이요                 |
| EPISODE.13                  | Graduation                | 졸업                  | 마에다 쥰 | 하시모토 마사카즈 | 하시모토 히로유키                 | 미야시타 유우지 카와모 코우스케 스즈키 미사키 |
| SPECIAL EPISODE (TV 미방영) | Stairway to Heaven        | 천국으로 가는 계단    | 마에다 쥰 | 아사이 요시유키   | 안사이 츠요후미                   | 미야시타 유우지 카와모 코우스케 스즈키 미사키 |
| (TV 미방영)                 | ANOTHER EPILOGUE          | ANOTHER EPILOGUE      | 마에다 쥰 | 하시모토 히로유키 | 하시모토 히로유키                 | 히라타 카츠조                                 |